# 今川雄亮
今川 雄亮（いまがわ ゆうすけ）は、日本の土木工学者。大阪工業大学工学部都市デザイン工学科准教授。博士（工学）。土木学会複合構造委員会委員および鋼構造委員会火災を受けた鋼橋の診断補修技術に関する研究小委員会元幹事。スタッド協会検定委員。
専門は、土木工学・構造工学（特にコンクリート工学、耐火構造、ラーメン構造）、地盤工学・建設工学・橋梁工学。地震工学・維持管理工学。

## 略歴
大阪工業大学工学部都市デザイン工学科卒業。同大学大学院工学研究科修士課程修了。2009年同大学院都市デザイン工学専攻博士課程修了、博士（工学）。同大学工学部助手、講師を経て、2019年同学部都市デザイン工学科准教授。2022年ヴロツワフ工科大学海外研究派遣を経験。
主な所属学会は、土木学会、日本鋼構造協会、スタッド協会。

## 主な研究
- 合理的な鋼・コンクリート二重合成Ⅰ桁橋の設計法に関する研究
- 火災時および火災後におけるスタッドの力学特性[2] - 栗田章光・大山理との共同研究
- 高強度軽量プレキャスト床版のずれ止めに力学特性
- デッキプレートの貫通き裂発生個所におけるSFRC舗装の補強効果
- 既設単純桁橋のポータルラーメン化に関する研究
- ヨーロッパで開発されたクロソイド型ジベルの力学特性と複合橋梁への適用事例[3]